# Тегисов, Талгат Ахметович
Талгат Ахметович Тегисов (каз. Талғат Ахметұлы Тегісов; 16 апреля 1916, Северо-Казахстанская область, Октябрьский район, с-з Степной (аул Карагай на берегу реки Ишим) — 23 июня 1986) — организатор сельскохозяйственного производства, практик, учёный-агроном, государственный и общественный деятель. Заслуженный агроном Республики Казахстан, кандидат сельскохозяйственных наук.

## Биография
Происходит из рода балта племени керей.
1930-1935 гг. — студент Талгарского сельхозтехникума, агроном Еркеншиликской МТС Акмолинской области;
1935-1940 гг. — студент Казахского государственного сельскохозяйственного института, г. Алма-Ата, старший агроном Ленинской МТС Северо-Казахстанской области, старший агроном Кусепской МТС Кокчетавской области;
1941-1946 гг. — директор Комсактинской МТС Кокчетавской области;
1946-1950 гг. — начальник Кокчетавского областного сельскохозяйственного управления совхозов, заведующий опорным пунктом НИИ земледелия, главный агроном Келлеровской, Летовочной МТС Кокчетавской области;
1951-1954 гг. — директор Боровского сельскохозяйственного техникума Кокчетавской области;
1954-1957 гг. — директор целинного зернового совхоза «Симферопольский» Кокчетавской области;
1957-1959 гг. — начальник Талды-Курганского областного управления совхозов (сельского хозяйства), закончил Высшие экономические курсы при Госплане СССР, 1-й секретарь Илийского районного комитета Компартии Казахстана;
1959-1963 гг. — первый заместитель Карагандинского областного совета депутатов трудящихся, первый заместитель начальника Главного управления совхозов Совета Министров Казахской ССР, заместитель министра сельского хозяйства Казахской ССР;
1963-1981 гг. — директор опытно-показательного хозяйства «Каскеленское» Казахского НИИ земледелия имени В. Р. Вильямса Архивная копия от 4 февраля 2016 на Wayback Machine.

## Награды
Орден Ленина;
Орден Отечественной войны второй степени;
Орден Октябрьской революции;
Два ордена Трудового Красного Знамени;
Орден Знак Почета;
12 Медалей: Ветеран труда (за долголетний добросовестный труд);
За доблестный труд в Великой Отечественной войне 1941—1945 гг. (Наше дело правое мы победим); За доблестный труд в ознаменование100-летия со дня рождения В. И. Ленина (1870—1970); 25 лет Победы в войне 1941—1945 гг. (1945—1970);
ХХХ лет Победы в Великой Отечественной войне 1941—1945 гг. (1945—1975);
Двумя медалями «За освоение целинных земель»

## Звания и другие заслуги
За большой вклад в развитие аграрной науки и производства Указом Президиума Верховного Совета Казахской ССР от 12 марта 1974 г. Тегисову Талгат Ахметовичу присвоено почетное звание Заслуженного агронома Казахской ССР.
За высокие производственные показатели трудовой коллектив опытно-показательного хозяйства «Каскеленское» Казахского НИИ земледелия имени В. Р. Вильямса Архивная копия от 4 февраля 2016 на Wayback Machine награждён памятным знаком к 100-летию В. И. Ленина, ему присуждено два памятных Красных Знамени ЦК КПСС, Совета Министров СССР, ВЦСПС, ЦК ВЛКСМ.
Хозяйство награждено также двумя знаменами Министерства сельского хозяйства СССР и ЦК профсоюза работников сельского хозяйства, тремя переходящими Красными Знаменами ЦК Компартии Казахстана, Совета Министров республики, Казсовпрофа, ЦК ЛКСМ.
Опытно-показательное хозяйство «Каскеленское» Казахского НИИ земледелия имени В. Р. Вильямса Архивная копия от 4 февраля 2016 на Wayback Machine как высоко рентабельное, многоотраслевое занесено в Золотую Книгу Казахстана.
Хозяйство удостоено трех дипломов ВДНХ СССР и ВДНХ Казахской ССР, а также ему вручено авторское свидетельство Комитета по науке и технике при Совете Министров СССР.
Почетный гражданин Каскеленского (Карасайского) района.
Имя Тегисова Т. А. занесено в Золотую Книгу Казахстана.
В честь 80-летия Тегисова Т. А. улица В. И. Ленина в поселке Алмалыбак Карасайского района была переименована в улицу имени Тегисова Талгат Ахметовича.

## Наука и производство
В период 1963—1967 г.г. на полях опытно-показательного хозяйства" Каскеленское" Казахского НИИ земледелия имени В. Р. Вильямса Тегисовым Т. А. проводилась экспериментальная работа по изучению агротехники озимой пшеницы «Безостая-1». Был обобщен производственный опыт и актуальные вопросы по агротехнике выращивания озимой пшеницы «Безостая-1» в передовых хозяйствах Алма-Атинской области. Была успешно защищена диссертационная работа по теме: «Основные вопросы агротехники озимой пшеницы „Безостая-1“ в предгорной поливной зоне Алма-Атинской области».

## Внедрение
Научные работы Тегисова Т. А. постоянно внедрялись в производство в виде рационализаторских предложений, таких как:
- «Расширение системы водоснабжения и автоматическое управление насосными станциями»;
- «Изменение способа подачи поливной воды на культурные пастбища»;
- «Создание насосной станции на агрегат „Днепр“» и другие[2].

Опытно-показательное хозяйство «Каскеленское» Казахского НИИ земледелия имени В. Р. Вильямса Архивная копия от 4 февраля 2016 на Wayback Machine был крупнейшим производителем сортовых элитных семян зерновых культур, многолетних трав, родительских форм кукурузы и сои, которыми снабжались три области Казахстана. Для получения высококачественных семян зерновых культур и семян люцерны был построен очистительный пункт типа «Петкус» с автоматизацией основных элементов очистки семян.
Урожайность зерновых культур без кукурузы составляла в среднем 34 центнера с гектара, озимой пшеницы — 42 центнера с гектара, фабричной сахарной свеклы — 602 центнера с гектара, кукурузы на силос — 500 центнера с гектара. На долголетнем орошаемом пастбище при 6-кратном стравливании получали валовое производство злаково-бобовых травосмесей до 12 тысяч кормовых единиц с гектара. Это был самый высокий показатель в СССР, за него хозяйство было награждено тремя дипломами ВДНХ СССР и ВДНХ Казахской ССР.

## Семья
По генеалогическому древу (шежіре) предки Тегисова Талгата Ахметовича относятся к Среднему Жузу, род Керей. Прапрадед Нашан, описанный Сабитом Мукановым в романе «Промелькнувший метеор», был соратником и советником хана Абылая в его боевых походах. За мужество и отвагу в боях с джунгарами был назван Батыр Нашан.
Родился и рос Талгат Ахметович в удивительной среде потомственной казахской интеллигенции.
Отец — Жанталин Ахмет прогрессивный деятель, получивший образование в Петербурге и Омске, обладал глубокими знаниями шариата и ислама, владел арабским, турецким, русским, татарским и другими языками. Печатал свои статьи на страницах газет: «Ульфат», «Уакыт», «Казақ», «Бостандык туы», «Енбекши Казак» (1906—1924 гг.), общественно-политическом журнале «Айкап» (1911—1915 гг.). Был репрессирован в 1932 г.
Мать — Нуркия Жанталина, мудрая и трудолюбивая, одна воспитала 6 детей, прожила 102 года.
Жена — Галия Абдуллина, умная, красивая и заботливая, агроном и педагог, воспитала 8 детей. Умерла в 1969 г.
Отец жены-Абдуллин Дардаил, волостной управитель, манап (родовой вождь), депутат Учредительного собрания России (12 марта 1918 года) от Семиреченского казахско-киргизского комитета партии «Алаш». Репрессирован в 1929 г.
Мать жены — Рабига Абдуллина, воспитала 4 детей. Умерла в 1929 г.
Дети: Асия, Диас, Диан, Искак, Дина, Сара, Булат, Айгуль.
Внуки: Анара, Рашид, Шамиль, Галия, Самат, Салтанат
Правнуки:Санжар, Сабина, Азамат, Амир, Тимур, Таир, Санита, Дана, Радия, Ельдана, Амирлан

## Список научных трудов
1.Основные научные выводы озимой пшеницы «Безостая-1». Издательство «Кайнар» г. Алма-Ата. 1965 г.
2.За высокий урожай озимой пшеницы «Безостая-1». Издательство «Кайнар» г. Алма-Ата. 1967 г.
3. За высокий урожай озимой пшеницы на поливных землях. Издательство «Кайнар» г. Алма-Ата. 1967 г.
4. «Безостая-1» на орошении. Журнал «Сельское хозяйство Казахстана». 1968 г.
5. «Безостая-1» на орошаемых землях Казахстана. Журнал «Селекция и семеноводство». 1968 г.
6.Расширить посевы озимой пшеницы на орошаемых землях Казахстана. Журнал «Селекция и семеноводство», № 8. Издательство «Колос».1968 г.
7.За культурные многолетние орошаемые пастбища. Научно-производственный журнал «Сельское хозяйство Казахстана» № 5.1971 г.
8.Интенсивный откорм бычков. Издательство «Кайнар» г. Алма-Ата. 1971 г.
9.Орошение культурных пастбищ. Издательство «Колос». Г. Москва. Брошюра. 1973 г.
10.Рациональное использование земли. Управление научно-технической информации МСХ КазССР. 1973 г.
11.Орошаемые культурные пастбища. Издательство «Кайнар» г. Алма-Ата. Журнал сельское хозяйство Казахстана № 5,1974 г.
12.За культурные многолетние орошаемые пастбища. Журнал «Сельское хозяйство Казахстана» № 6.1974 г.
13. Двадцать целинных лет (на прибрежной земле). Книга «Целинники». Издательство «Кайнар» г. Алма-Ата. 1974 г.
14.Орошаемые культурные пастбища. Журнал «Сельское хозяйство Казахстана» № 6.1975 г.
15.Выращивание жеребят при раздельном содержании. Журнал «Сельское хозяйство Казахстана» № 8.1975 г.
16.Научные основы комплексного ведения хозяйства. Книга. Издательство «Кайнар» г. Алма-Ата. 1975 г.
17.Биологический способ приготовления кормов. Информационный листок. КазНИИИНТИ Госплана КазССР. 1975 г.
18.Где лучше силос в траншее или бурте. Журнал «Кукуруза» № 6 г. Москва.1966 г.
19.На основе биологии. Журнал «Сельское хозяйство Казахстана» № 9.1976 г.
20.Эффективное использование поливных машин «Днепр». Брошюра научно-производственные рекомендации. Издательство Казминсельхоза. Г. Алма-Ата. 1976 г.
21. Бионизация кормов (на казахском языке). Журнал «Сельское хозяйство Казахстана» № 2.1978 г.
22. Книга «Целинники» посвященная к 25-летию целины. Издательство «Кайнар» г. Алма-Ата. 1979 г.
23. 21. Бионизация кормов (на русском языке). Журнал «Сельское хозяйство Казахстана» № 1,1978 г.
24.Эффективность специализации отраслей производства опытного хозяйства. Издательство «Кайнар» г. Алма-Ата. 1981 г.
25.Организация Симферопольского зерносовхоза. Сборник Госполитиздата. 1959 г. Г. Москва.1959 г.
26.Новые формы оплаты труда в совхозах и пути улучшения планирования совхозного производства в свете решения Мартовского (1965 г.) Пленума ЦК КПСС. Рукопись на 36 печатных страницах. 1967 г.
27.По облесению неудобных земель на Юго-Востоке Казахстана. Издательство «Кайнар» г. Алма-Ата. 1973 г.